# Wetterskip Fryslân
Het Wetterskip Fryslân (Waterschap Friesland) is een waterschap in de Nederlandse provincie Friesland. Het draagt de zorg voor alle dijken in en om deze provincie en is daarnaast verantwoordelijk voor het kwantitatieve en kwalitatieve beheer van het oppervlaktewater in Friesland en een gedeelte van het Groninger Westerkwartier. De organisatie is gevestigd in de Friese hoofdstad Leeuwarden.

## Geschiedenis

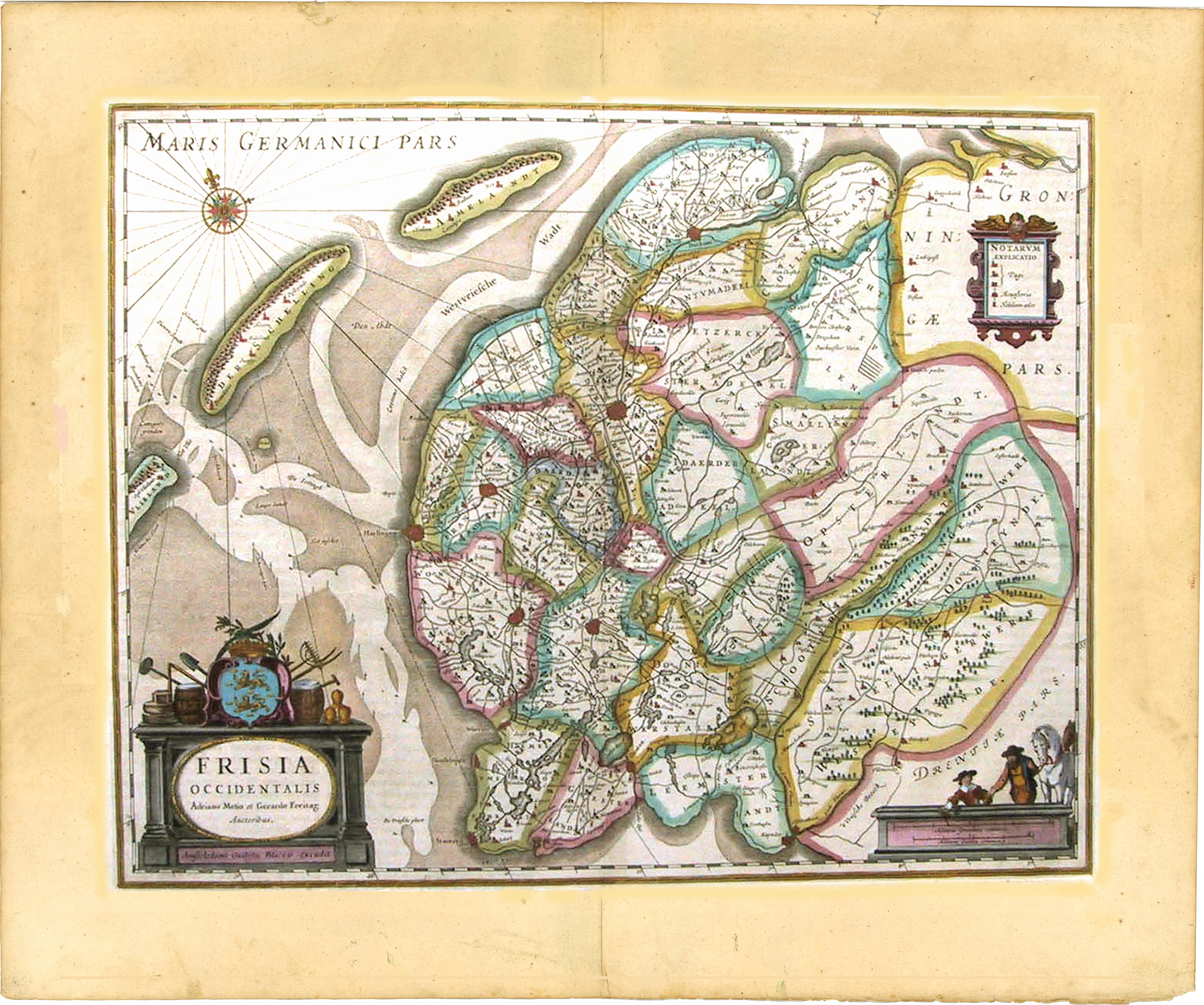
Friesland in 1630 op een kaart van Willem Jansz. Blaeu

Het huidige Wetterskip Fryslân werd in 2004 gevormd, maar kent een geschiedenis die al in de middeleeuwen begint.

#### Ontstaan
Vanaf de tiende eeuw werd in Nederland op grote schaal veen afgegraven om te voorzien in de brandstofbehoefte van een sinds die tijd sterk toenemende bevolking. Dit had bodemdaling tot gevolg, die nog werd versterkt door inklinking van het overgebleven veen. Daardoor ontstond behoefte tot samenwerking om het land tegen de zee te beschermen en water doelmatig af te voeren. Ook in Friesland vond deze ontwikkeling plaats. Aanvankelijk was waterbeheer daar een verantwoordelijkheid van de grietenijen, maar vanaf de middeleeuwen ontstonden met dat doel zelfstandige organisaties, die zich later tot waterschappen zouden ontwikkelen. De eerste voorloper van een waterschap werd in 1680 door de Staten van Friesland ingesteld. Deze zogenaamde zeedijkcontributie moest toezien op de bescherming tegen de zee van de bij Bolsward gelegen Tjaard van Aylvapolder. Tot 1815 ontstonden in Friesland in totaal tien zeedijkcontributies, circa 55 polders en dertien droogmakerijen.

#### Dijkwaterschappen
In de Grondwet van 1848 werd bepaald, dat de waterschappen voortaan verantwoordelijk zouden zijn voor de waterstaatzorg en dat de provincies daarop toezicht moesten houden. De provincie Friesland voerde hierna nieuwe reglementen in voor alle zeewerende waterschappen, de zogenaamde dijkwaterschappen. Ook veranderde ze de wijze waarop de waterschapsbelastingen werden geheven. In de decennia daarna voegde de provincie bovendien enkele dijkwaterschappen samen. In 1892 stelde ze voor de zeewerende waterschappen een algemeen reglement vast, waarin onderwerpen als de bevoegdheden van het waterschapsbestuur en zijn verkiezing werden vastgelegd. Dit reglement werd vervolgens op meer waterschappen van toepassing verklaard. Het hoogste bestuursorgaan van een waterschap was hetzij een college van volmachten (die de stemgerechtigde grondeigenaren vertegenwoordigden), hetzij een vergadering van ingelanden (deze grondeigenaren zelf).

#### Veenpolders
Naast de zeewerende waterschappen ontstonden in Friesland ook binnendijkse waterschappen. Daartoe behoorden de zogenaamde veenpolders. Deze kwamen halverwege de negentiende eeuw tot stand als een gevolg van de wijze waarop in die tijd werd verveend. Door het afgraven van laagveen ging land verloren, wat mede tot gevolg had dat de lokale bevolking verarmde. Het Rijk verplichtte daarom in 1822 verveners om het gebied dat ze hadden afgegraven vervolgens ook droog te leggen. De kosten hiervan moesten door henzelf worden opgebracht in de vorm van slik- en armengelden, een belasting die over de verkregen turf werd geheven. Met de opbrengst hiervan werd tevens de armoede bestreden. De verveners, die van mening waren dat een winstgevende exploitatie hierdoor onmogelijk werd, protesteerden tegen deze regeling en werden daarin gesteund door de provincie.
Het jaar daarop besloot koning Willem I (1772-1843) een adviseur naar Friesland te sturen, Edmond de la Coste (1778-1870), die een oplossing voor de situatie moest bedenken. In het rapport dat hij na zijn reis uitbracht, beschreef De la Coste de door de verveningen ontstane waterplassen als volgt:
"Deze waterplassen zijn (...) verwoestend en vernielend bij storm, en vooral wanneer (...) het boezemwater van Vriesland zich in de zee niet kan ontlasten maar over de lage landen door de winden heen en weer gedreven wordt, zijn de (...) plassen (...) woedende meeren, waarvan de golven (...) de naburige gronden afkabbelen (...) de wegen wegspoelen (...) en de plaatsen waar dorpen staan voor de bewooning van menschen bijna onvatbaar maken".
Desondanks stond De la Coste geen ingrijpende maatregelen voor. Naar aanleiding van zijn bevindingen werden de Friese grietenijen in vier klassen verdeeld, ieder met een eigen verveningsreglement. Verveningen in grietenijen van de eerste klasse konden vooralsnog op de oude voet doorgaan. Deze hoefden in eerste instantie dus niet te worden drooggelegd, wat daardoor in sommige verveningen nog ongeveer dertig jaar zou duren. Wel werden in deze grietenijen slik- en armengelden geheven. Een college van gecommitteerden werd onder andere belast met de controle op de inning en de besteding hiervan. Deze colleges zouden zich later ontwikkelen tot veenpolderbesturen.
Toen rond 1850 de provincie Friesland het noodzakelijk achtte om een aantal verveningen droog te leggen, werden de veenpolders opgericht. Deze werden niet zoals de waterschappen gecontroleerd door de grondeigenaren, maar door Gedeputeerde Staten van Friesland, waaraan de polderbesturen voor veel handelingen toestemming moesten vragen.

#### Boezemwaterschappen

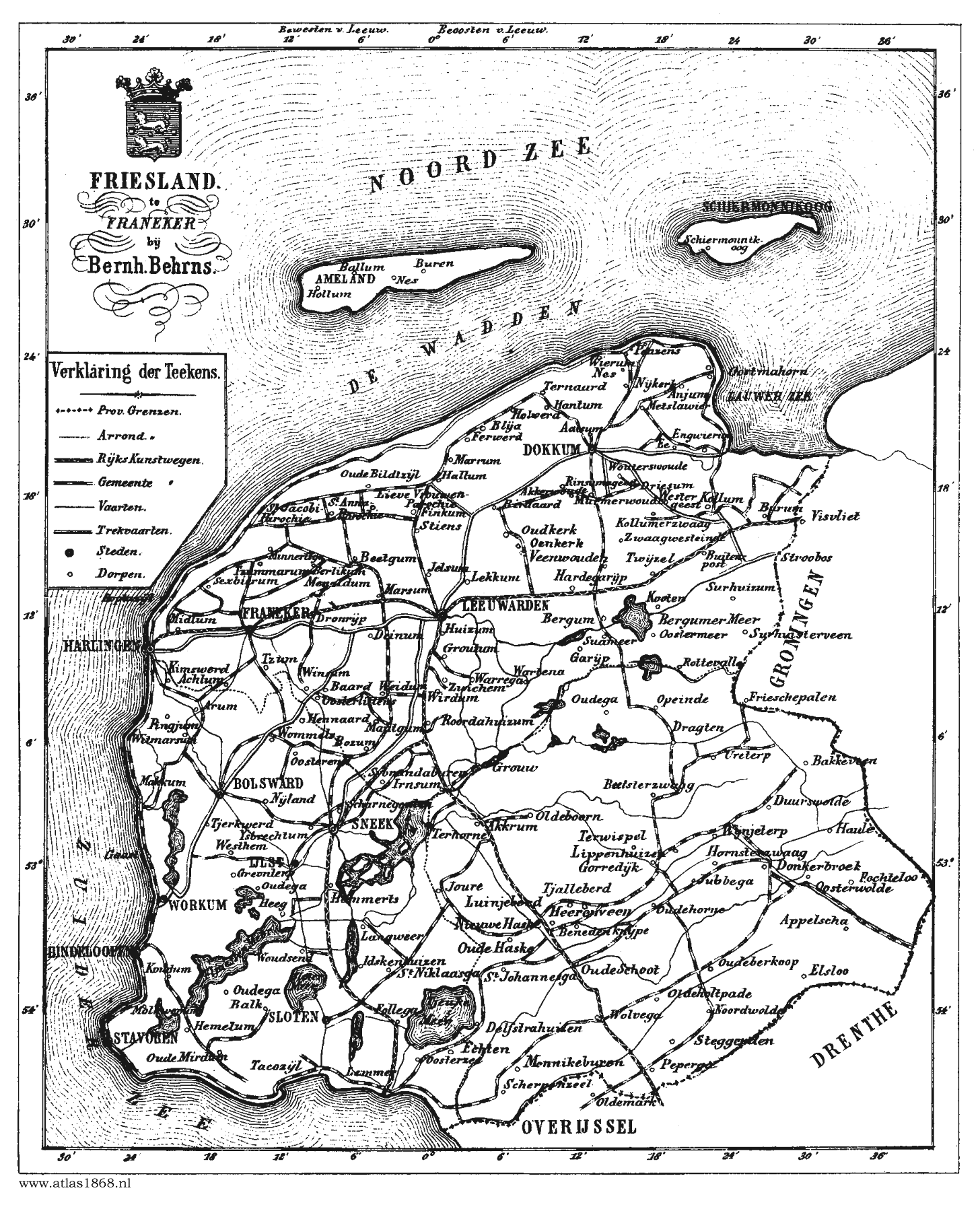
Friesland in 1868 op een kaart van Jacob Kuyper

Een andere categorie binnendijkse waterschappen waren de zogenaamde boezemwaterschappen. Deze werden in Friesland met name na 1875 opgericht, nadat in de loop van de negentiende eeuw steeds meer boezemland ten behoeve van de landbouw was ingepolderd. De instelling van deze waterschappen werd aangemoedigd door de provincie, die hierin een goede manier zag om de waterbeheersing te verbeteren. Boezemwaterschappen moesten laaggelegen stukken land bedijken en zo beschermen tegen hoge boezemwaterstanden. Ook werden ze verantwoordelijk voor de bemaling van deze gebieden. Het hoogste bestuursorgaan van een boezemwaterschap was de vergadering van ingelanden, die meestal eens per jaar bijeen werd geroepen. De dagelijkse gang van zaken was in handen van een bestuur, dat door de ingelandenvergadering werd benoemd.

#### Fusies
Bij de provincie groeiden in de loop van de twintigste eeuw steeds meer bezwaren tegen het grote aantal waterschappen in Friesland, hoewel rond 1958 nog altijd een derde deel van de provincie niet tot enig waterschap behoorde.
Na fusies in 1938 en in het begin van de jaren zestig bleven nog elf zeewerende waterschappen over, die in 1980 werden gefuseerd tot het Waterschap Fryslân. In 1993 ging dit op in het nieuwe Waterschap Friesland, dat ook verantwoordelijk werd voor de waterstand in de Friese boezem, de waterzuivering in de provincie en de waterbeheersing op Ameland, Schiermonnikoog en Terschelling. Enkele jaren later werd dit waterschap hernoemd tot Wetterskip Fryslân.
Wat de niet-zeewerende waterschappen betreft: in 1958 telde Friesland zo'n 1200 polders, veenpolders en waterschappen. Sommige daarvan waren zeer bescheiden van omvang, zoals het bij Leeuwarden gelegen waterschap De Hond, dat maar net 27 ha groot was. In de loop der jaren werd dan ook vele waterschappen samengevoegd. Daarbij speelde ook de ruilverkaveling een rol: wanneer deze in een bepaald gebied was voltooid, werden de nieuwe waterbouwwerken in eigendom overgedragen aan het waterschap dat voor de bemaling van dat gebied verantwoordelijk was. De beheers- en onderhoudskosten van deze werken waren echter hoog en konden door de kleinere waterschappen niet worden opgebracht. Bovendien waren deze financieel niet in staat om beroepskrachten in dienst te nemen. Resultaat van deze ontwikkelingen was, dat in 1976 nog slechts elf boezemwaterschappen waren overgebleven. In 1997 werd dit aantal nog eens teruggebracht tot vijf: het Wetterskip Boarn en Klif, het Wetterskip Lauwerswâlden, het Wetterskip Marne-Middelsee, het Waterschap Sevenwolden en het Wetterskip De Waadkant. Deze fuseerden in 2004 met het Wetterskip Fryslân, dat sindsdien in oppervlakte het grootste waterschap van Nederland is. Het enige andere waterschap in Friesland was daarna Blija Buitendijks in de gemeente Ferwerderadeel, maar in 2018 werd ook dit aan het Wetterskip Fryslân toegevoegd.

#### PFAS vondst Jelsumer Feart
In het voorjaar van 2024 werd in de Jelsumer Feart en de aangrenzende Lytse Feart in Fryslân een verontreiniging met hoge concentraties PFAS aangetroffen. De Jelsumer Feart bevindt zich tussen de Vliegbasis Leeuwarden en de Dokkumer Ie en dient als afwatering van de vliegbasis. De bron van de vervuiling werd getraceerd naar het terrein van de vliegbasis, waar in het verleden PFAS-houdend blusschuim was gebruikt.
De aanwezigheid van PFAS in de Jelsumer Feart en de Lytse Feart had mogelijke gezondheidsrisico’s. GGD Fryslân adviseerde daarom, uit voorzorg, om het water uit deze watergangen niet te gebruiken voor het besproeien van tuinen, zwemmen, of het drinken door dieren. Daarnaast werd het afgeraden om vis uit deze wateren te eten of eieren te consumeren van kippen die mogelijk verontreinigd water hadden gedronken.

## Taken

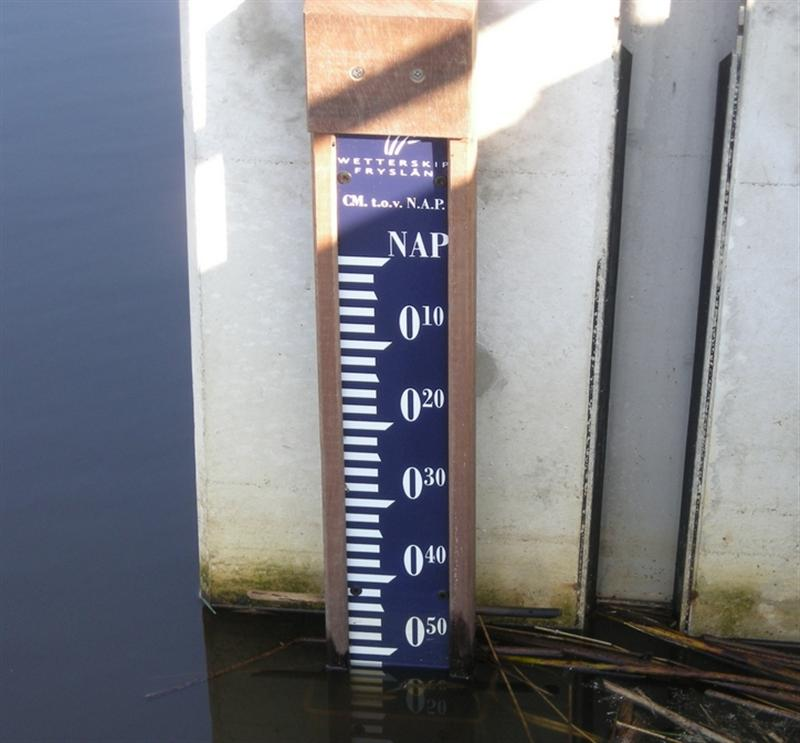
Peilschaal van het Wetterskip Fryslân (2008)

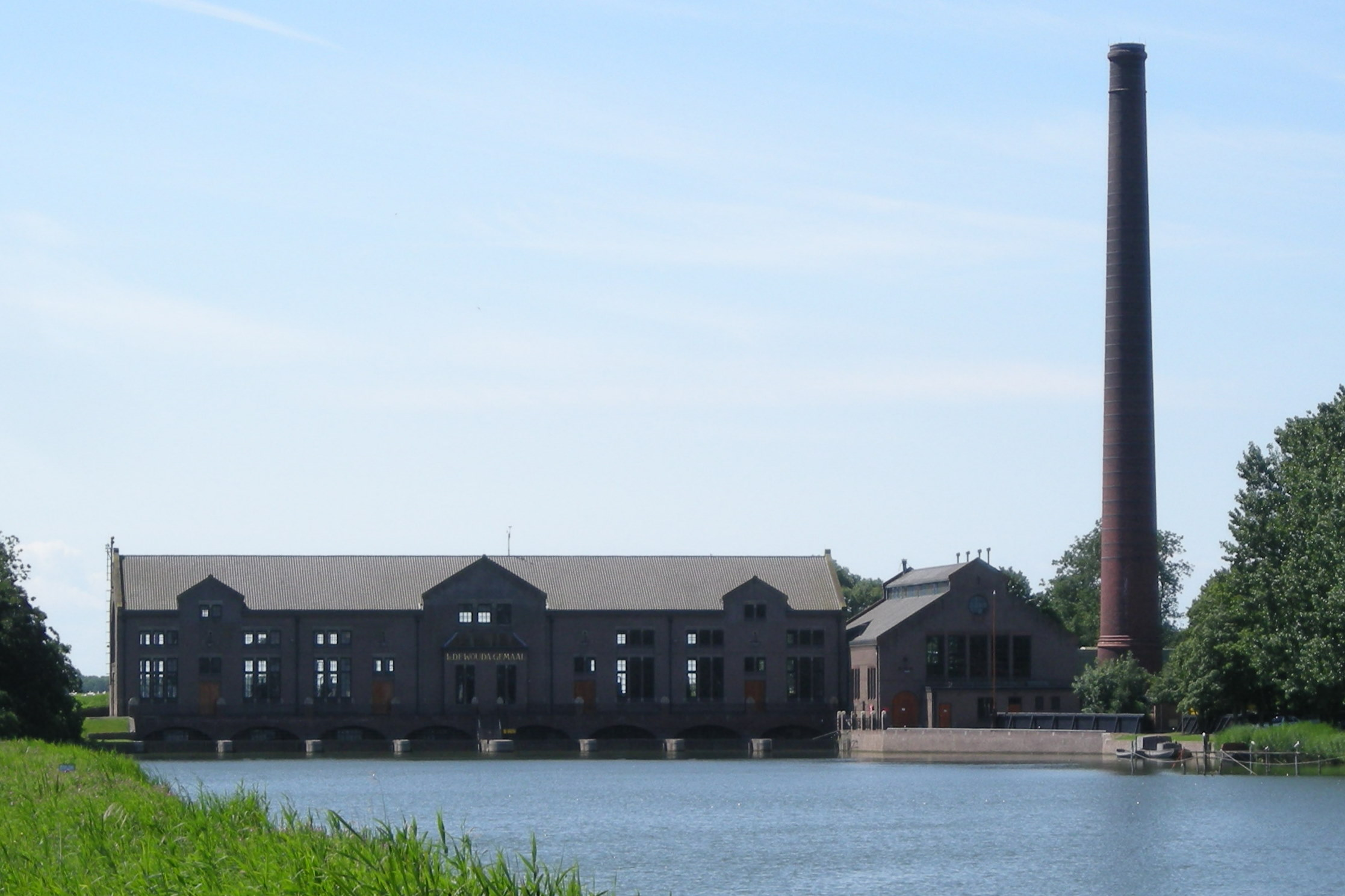
Woudagemaal, Tacozijl (2007)

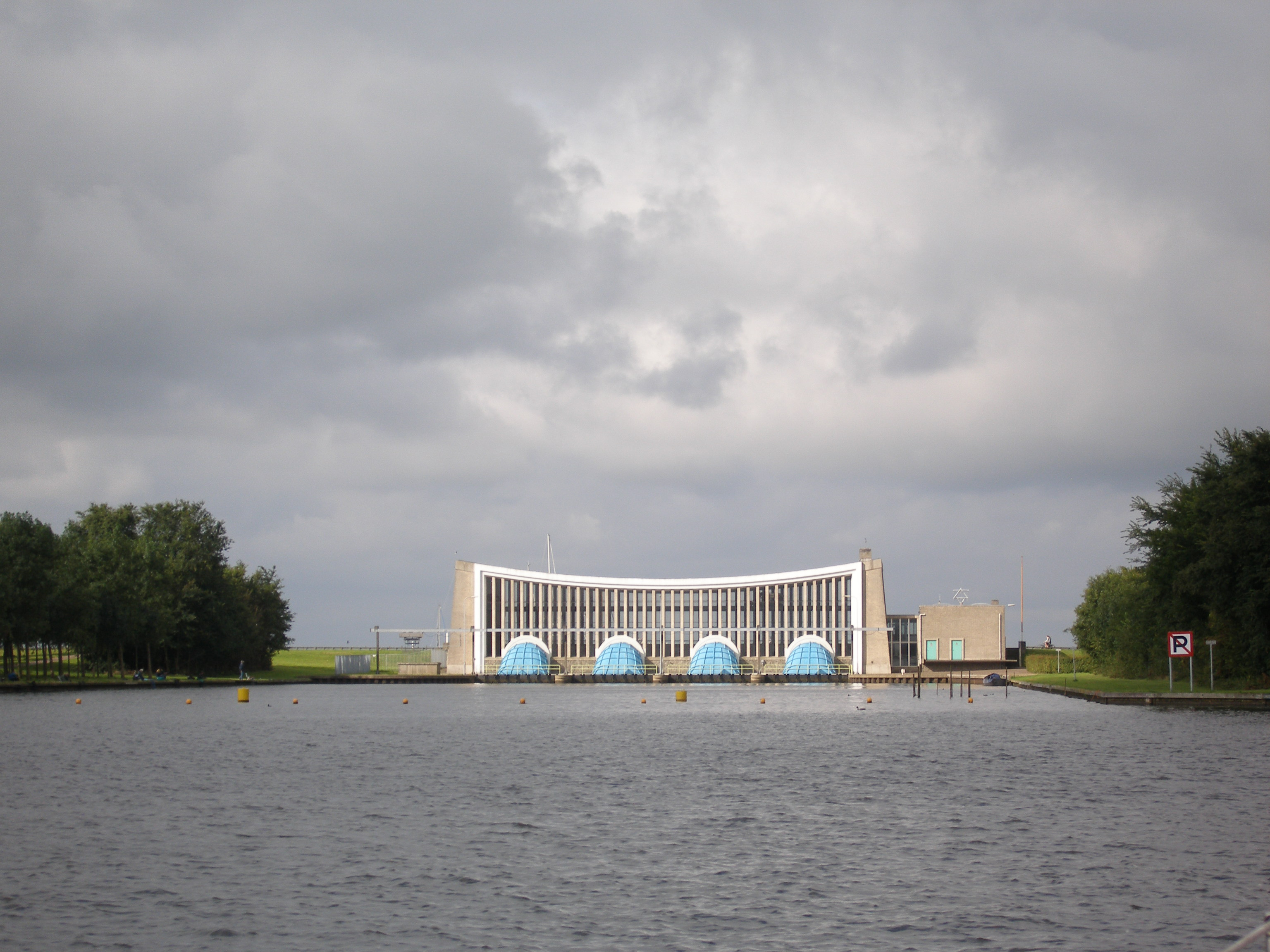
Hooglandgemaal, Stavoren (2007)

De kerntaken van het Wetterskip Fryslân zijn: het beheer van zowel de kwaliteit als de kwantiteit van het Friese oppervlaktewater en de zorg voor de zee- en polderdijken in de provincie. Het waterschap verdeelt deze taken in een drietal zogenaamde "thema's".
VeiligheidHieronder vallen de rampenbestrijding en het onderhoud, de verbetering en het bewaken van bijna 190 km primaire waterkeringen. Hiermee worden de dijken bedoeld langs het IJsselmeer, de Waddenzee, op Ameland en Terschelling en enkele dijken bij de grens met Overijssel. De zorg voor de secundaire waterkeringen (de dijken achter de zeedijken langs de Waddenzee en bij het Lauwersmeer, alsmede ruim 3600 km oevers en kaden in de provincie) valt hier eveneens onder. Ook de muskusrattenbestrijding maakt ervan deel uit. Verder hoort het beheer en het onderhoud van honderden gemalen in Friesland tot deze taak.
Voldoende waterVan alle oppervlaktewateren in Friesland is in een Provinciaal Waterhuishoudingsplan vastgelegd welke functie ze vervullen. Het Wetterskip Fryslân is ervoor verantwoordelijk dat in al deze gebieden allerlei (soms tegenstrijdige) belangen van bijvoorbeeld landbouw, natuurbeheer en scheepvaart zo goed mogelijk met elkaar worden verenigd. Een belangrijk aspect daarvan is de handhaving van de waterpeilen. Deze zijn door het waterschap vastgelegd in peilbesluiten en kunnen per gebied en jaargetijde verschillen. Voor de uitvoering van deze taak maakt het Wetterskip Fryslân gebruik van spuisluizen, waarvan de belangrijkste die in Dokkumer Nieuwe Zijlen en Harlingen zijn. Ook het Ir. D.F. Woudagemaal bij Tacozijl en het J.L. Hooglandgemaal in Stavoren spelen hierbij een rol. Met deze twee gemalen kan overigens in tijden van droogte ook water uit het IJsselmeer in de provincie worden binnengelaten. In geval van wateroverlast kan het waterschap voor de bemaling van de Friese boezem zo nodig ook gebruikmaken van ongeveer twintig poldermolens, waarvan de organisatie een aantal in eigendom heeft.
Schoon waterOok de zuivering van het oppervlaktewater in Friesland valt onder de verantwoordelijkheid van het Wetterskip Fryslân. Voor de uitoefening van deze taak, die eveneens in het waterhuishoudingsplan is omschreven, maakt het waterschap gebruik van een dertigtal rioolwaterzuiveringsinstallaties verspreid over de provincie. Het werkt hierbij samen met gemeenten en de provincie.

## Organisatie
Het hoogste orgaan van het Wetterskip Fryslân is het algemeen bestuur, dat om de vier jaar wordt gekozen door de inwoners van de gebieden die het waterschap beheert. Daarnaast is er een dagelijks bestuur. De beide besturen, die worden bijgestaan door twee technische adviescommissies, worden voorgezeten door de benoemde dijkgraaf, die wel in het dagelijks bestuur stemrecht heeft, maar niet in het algemeen bestuur. Sinds 4 februari 2020 is Luzette Kroon dijkgraaf. Verder heeft het waterschap een uitvoerende organisatie.

## Politiek
Het Algemeen Bestuur van het waterschap telt 25 zetels, die sinds 15 maart 2023 als volgt zijn verdeeld:
- BoerBurgerBeweging: 7
- Water Natuurlijk Fryslân: 4
- Fryske Nasjonale Partij: 2
- PvdA: 2
- CDA: 2
- VVD: 1
- ChristenUnie: 1
- Partij voor de Dieren: 1
- Belang van Nederland: 1
- Landbouwfractie: 2
- Natuurfractie: 2